# Wełniaczek malowany
Wełniaczek malowany (Kerivoula picta) – gatunek ssaka z podrodziny wełniaczków (Kerivoulinae) w obrębie rodziny mroczkowatych (Vespertilionidae).

## Taksonomia
Gatunek po raz pierwszy zgodnie z zasadami nazewnictwa binominalnego opisał w 1767 roku niemiecki przyrodnik Peter Simon Pallas nadając mu nazwę Vespertilio pictus. Holotyp pochodził z wyspy Ternate, w pobliżu wyspy Halmahera, w Molukach, w Indonezji. Podgatunek bellissima po raz pierwszy zgodnie z zasadami nazewnictwa binominalnego opisał w 1906 roku angielski zoolog Oldfield Thomas nadając mu nazwę Kerivoula picta bellissima. Okaz typowy pochodził z Pakhoi, w południowym Guangdong, w południowych Chinach.  
Kerivoula picta i K. pellucida wydają się być bazalne w stosunku do reszty azjatyckich gatunków z rodzaju Kerivoula, a oba mogą być taksonami siostrzanymi afrykańskich gatunków z Kerivoula. Autorzy Illustrated Checklist of the Mammals of the World rozpoznają dwa podgatunki. 

### Etymologia
- Kerivoula: epitet gatunkowy Vespertilio kerivoula F. Cuvier, 1832; prawdopodobnie od kehelvoulha (kehe wawula lub kiri wawula) oznaczającego w języku syngaleskim „bananowego nietoperza”[11][12].
- picta: łac. pictus „malowany”, od pingere „malować”[13].
- bellissima: wł. bellissima „piękny”[5].

## Zasięg występowania
Wełniaczek malowany występuje w Azji zamieszkując w zależności od podgatunku:
- K. picta picta – Indie (Radżastan, Gudźarat, Maharasztra, Goa, Karnataka, Andhra Pradesh, Kerala, Tamilnadu, Sikkim, Bengal Zachodni, Orisa i Asam), Sri Lanka, środkowy Nepal, Bangladesz, Mjanma, Tajlandia, Laos, Wietnam, Kambodża, Półwysep Malajski, Sumatra, Jawa, Bali, Lombok i Moluki (Halmahera, Ternate i Ambon).
- K. picta bellissima – południowo-wschodnia Chińska Republika Ludowa (Kuejczou, Kuangsi, Guangdong i Jiangxi), w tym wyspa Hajnan.

## Morfologia
Długość ciała (bez ogona) 40–48 mm, długość ogona 37–48 mm, długość ucha 13–16 mm, długość tylnej stopy 4–8 mm, długość przedramienia 31–39 mm; masa ciała 4,5–5,5 g.